# 리산구

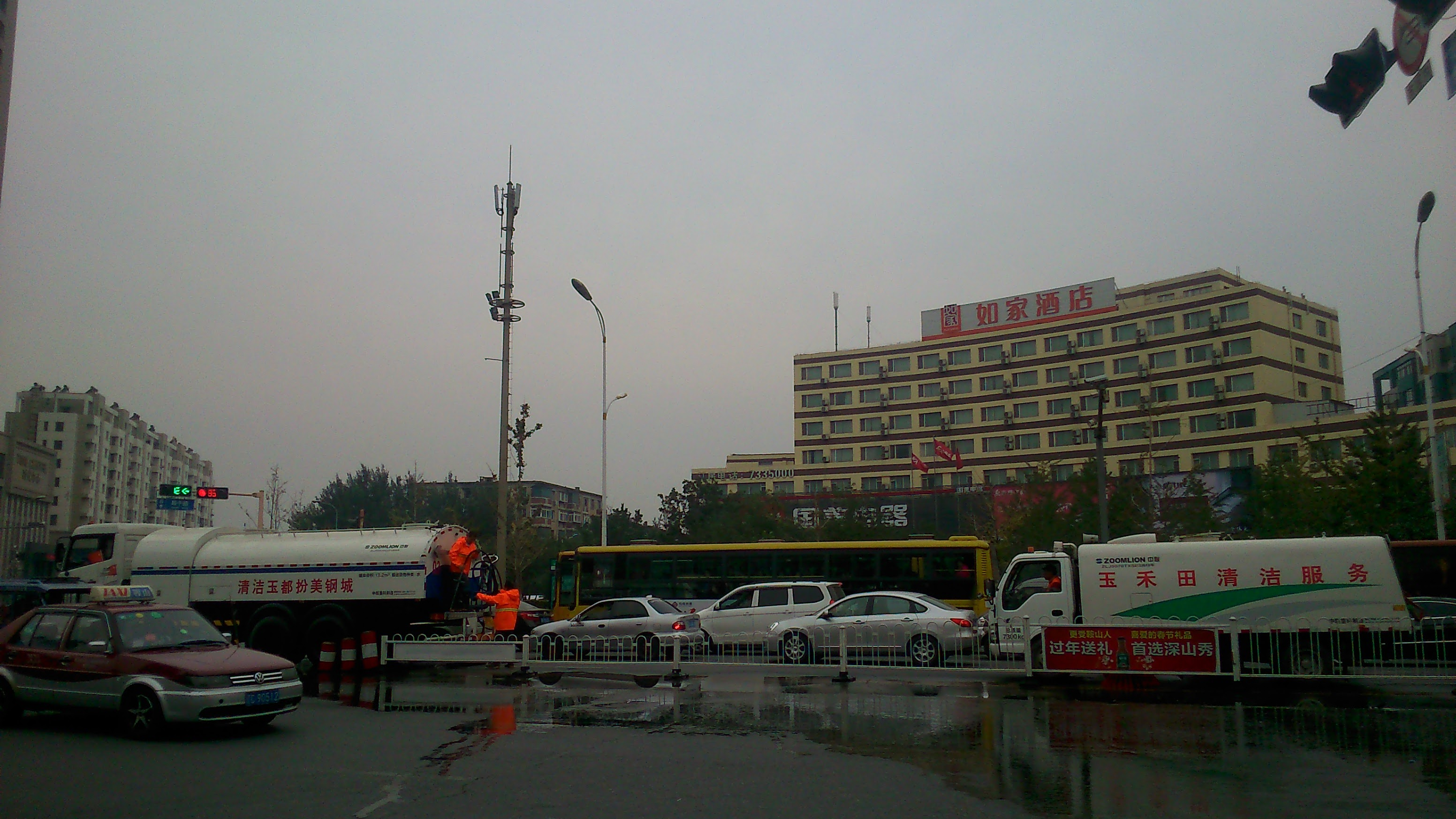

리산구(한국어: 입산구, 중국어: 立山区, 병음: Lìshān Qū)는 중화인민공화국 랴오닝성 안산시의 행정구역이다. 넓이는 55km2이고, 인구는 2007년 기준으로 430,000명이다.

## 행정 구역
8개 가도, 1개 진을 관할한다.
- 가도: 立山街道办事处, 友好街道, 双山街道, 曙光街道, 灵山街道, 深北街道, 深南街道, 沙河街道.
- 진: 沙河镇.